# Fontaine-au-Pire
Pour les articles homonymes, voir Fontaine.
Fontaine-au-Pire est une commune française située dans le département du Nord (59), en région Hauts-de-France.

## Géographie
Ce village se situe dans le canton de Carnières, dans l'arrondissement de Cambrai.

### Communes limitrophes
| Carnières             | Beauvois-en-Cambrésis |        |
| Cattenières           | Fontaine-au-Pire      | Caudry |
| Haucourt-en-Cambrésis | Ligny-en-Cambrésis    |        |

### Hydrographie
La commune est située dans le bassin Artois-Picardie. Elle n'est drainée par aucun cours d'eau,.

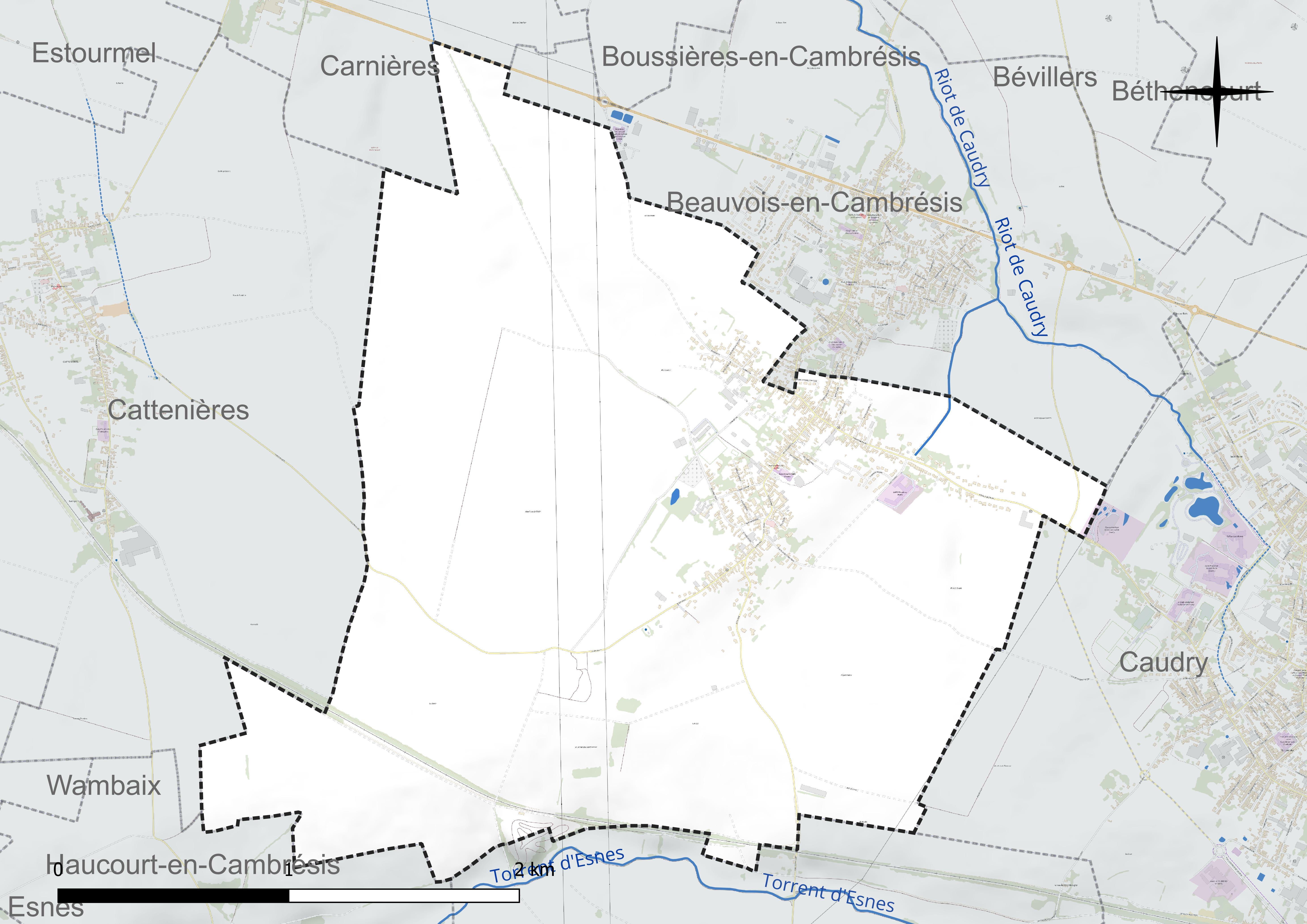
Réseau hydrographique de Fontaine-au-Pire.

### Climat
Pour des articles plus généraux, voir Climat des Hauts-de-France et Climat du Nord.
En 2010, le climat de la commune est de type climat océanique dégradé des plaines du Centre et du Nord, selon une étude du CNRS s'appuyant sur une série de données couvrant la période 1971-2000. En 2020, Météo-France publie une typologie des climats de la France métropolitaine dans laquelle la commune est dans une zone de transition entre le climat océanique et le climat océanique altéré et est dans la région climatique  Nord-est du bassin Parisien, caractérisée par un ensoleillement médiocre, une pluviométrie moyenne régulièrement répartie au cours de l'année et un hiver froid (3 °C).
Pour la période 1971-2000, la température annuelle moyenne est de 9,9 °C, avec une amplitude thermique annuelle de 15 °C. Le cumul annuel moyen de précipitations est de 771 mm, avec 12,3 jours de précipitations en janvier et 9,3 jours en juillet. Pour la période 1991-2020, la température moyenne annuelle observée sur la station météorologique la plus proche, située sur la commune d'Épehy à 22 km à vol d'oiseau, est de 10,6 °C et le cumul annuel moyen de précipitations est de 752,8 mm,. Pour l'avenir, les paramètres climatiques de la commune estimés pour 2050 selon différents scénarios d'émission de gaz à effet de serre sont consultables sur un site dédié publié par Météo-France en novembre 2022.

## Urbanisme

### Typologie
Au 1er janvier 2024, Fontaine-au-Pire est catégorisée ceinture urbaine, selon la nouvelle grille communale de densité à sept niveaux définie par l'Insee en 2022.
Elle appartient à l'unité urbaine de Caudry, une agglomération intra-départementale regroupant quatre  communes, dont elle est une commune de la banlieue,,. Par ailleurs la commune fait partie de l'aire d'attraction de Caudry, dont elle est une commune de la couronne,. Cette aire, qui regroupe 17 communes, est catégorisée dans les aires de moins de 50 000 habitants,.

### Occupation des sols
L'occupation des sols de la commune, telle qu'elle ressort de la base de données européenne d'occupation biophysique des sols Corine Land Cover (CLC), est marquée par l'importance des territoires agricoles (90,8 % en 2018), en diminution par rapport à 1990 (93,1 %). La répartition détaillée en 2018 est la suivante : 
terres arables (81 %), prairies (9,8 %), zones urbanisées (9,2 %). L'évolution de l'occupation des sols de la commune et de ses infrastructures peut être observée sur les différentes représentations cartographiques du territoire : la carte de Cassini (XVIIIe siècle), la carte d'état-major (1820-1866) et les cartes ou photos aériennes de l'IGN pour la période actuelle (1950 à aujourd'hui).

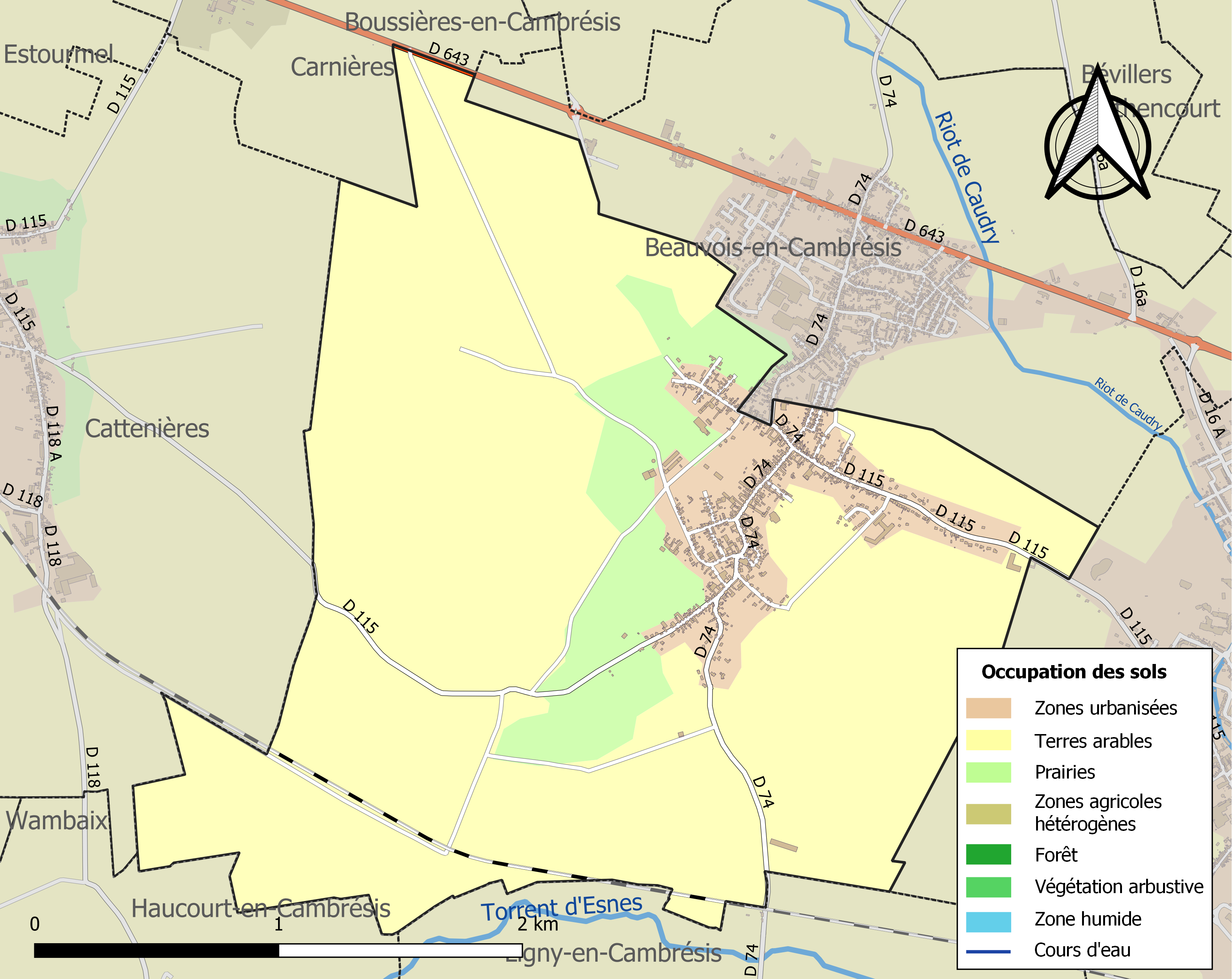
Carte des infrastructures et de l'occupation des sols de la commune en 2018 (CLC).

## Toponymie
On trouve le village mentionné au long des XIe au XVIIe siècles sous les différents noms de Wicart de la fontaine (1065), Fonte wicardi (1174) ou Wicardi de fonte (1184), Fontanæ le Gobierto (1222), Fontaine les Wambaix (1690), mais aussi Fontaine le wicart, Fontanæ wauberti, Fontaine les Aubert, Fontaine les Gobert, Altare de fontanis oleri, Fontaine à Beauvois ou Fontaine les trois tours et finalement Fontaine au Pire (dite le Wambres) à partir de 1608.
Un seigneur du nom de Wicart fit construire près de l'église actuelle un château dont les murs dominaient une fontaine. Les noms Wambaix et Beauvois sont ceux de communes proches.
Boniface fait dériver le nom pire du roman pierge (« grand chemin », « chaussée ») ou pire (« chemin empierré ») et du bas-latin perecium (« chaussée de pierres »), de la chaussée reliant Cambrai au Cateau qui traversait encore Fontaine au début du XVIIIe. Cette rue s'appelle encore la rue du Pire (Lamartine). Fontaine se situait aussi sur le trajet d'un chemin très ancien menant de Saint-Quentin à Valenciennes.

## Histoire
Fontaine-au-Pire existe depuis plus de 1200 ans. Une paroisse y était déjà installée en l'an 878. Des sites de l'époque du silex (haches en silex), du temps des Romains et des Mérovingiens ont été découverts[réf. nécessaire].
L'emplacement de l'ancienne ferme Bezin, qui n'existe plus depuis longtemps, a dû être occupé par les Romains. Il y fut en effet découvert des aqueducs romains en ciment, d'anciens puits, d'anciens tombeaux, des médailles romaines en or et des monnaies datant du règne de Diocletien (284-305)[réf. nécessaire].
Le 26 janvier 1651, par lettres données à Madrid, Philippe d'Anneux, chevalier, baron de Crèvecœur, premier pair en Cambrésis, châtelain héréditaire de Cambrai, seigneur d'Abancourt, Rumilly, Saint-Souplet, Fontaine-au-Pire, etc., gouverneur d'Avesnes, bénéficie de l'érection de la terre et seigneurie de Grand-Wargnies en marquisat, en y joignant les seigneuries de Boussois-sur-Sambre (Boussois)  et Bual en Hainaut.
Plus près de nous, le 15 août 1793, le village fut pillé par les troupes d'occupation autrichiennes[réf. nécessaire].

## Politique et administration
Maire de 1802 à 1808 : Fr. Senez,.
Depuis janvier 2010, la commune a intégré la Communauté de communes du Caudrésis - Catésis.
| Période                                  | Période   | Identité           | Étiquette | Qualité                                          |
| ---------------------------------------- | --------- | ------------------ | --------- | ------------------------------------------------ |
| Les données manquantes sont à compléter. |           |                    |           |                                                  |
| 1964                                     | mars 2008 | Jean-Marie Lemaire | DVD       | Ancien conseiller général du canton de Carnières |
| Mars 2014                                | En cours  | Jean Claude Gérard | DVD       |                                                  |

## Population et société

### Démographie

#### Évolution démographique
L'évolution du nombre d'habitants est connue à travers les recensements de la population effectués dans la commune depuis 1793. Pour les communes de moins de 10 000 habitants, une enquête de recensement portant sur toute la population est réalisée tous les cinq ans, les populations de référence des années intermédiaires étant quant à elles estimées par interpolation ou extrapolation. Pour la commune, le premier recensement exhaustif entrant dans le cadre du nouveau dispositif a été réalisé en 2006.

En 2022, la commune comptait 1 209 habitants, en évolution de −0,33 % par rapport à 2016 (Nord : +0,51 %, France hors Mayotte : +2,11 %).
| 1793 | 1800 | 1806 | 1821 | 1831  | 1836  | 1841  | 1846  | 1851  |
| ---- | ---- | ---- | ---- | ----- | ----- | ----- | ----- | ----- |
| 806  | 740  | 758  | 996  | 1 116 | 1 198 | 1 182 | 1 243 | 1 174 |

| 1856  | 1861  | 1866  | 1872  | 1876  | 1881  | 1886  | 1891  | 1896  |
| ----- | ----- | ----- | ----- | ----- | ----- | ----- | ----- | ----- |
| 1 266 | 1 380 | 1 456 | 1 445 | 1 646 | 1 934 | 2 050 | 2 240 | 2 337 |

| 1901  | 1906  | 1911  | 1921  | 1926  | 1931  | 1936  | 1946  | 1954  |
| ----- | ----- | ----- | ----- | ----- | ----- | ----- | ----- | ----- |
| 2 379 | 2 460 | 2 486 | 1 895 | 1 837 | 1 749 | 1 682 | 1 477 | 1 505 |

| 1962  | 1968  | 1975  | 1982  | 1990  | 1999  | 2006  | 2011  | 2016  |
| ----- | ----- | ----- | ----- | ----- | ----- | ----- | ----- | ----- |
| 1 374 | 1 331 | 1 260 | 1 217 | 1 127 | 1 111 | 1 174 | 1 194 | 1 213 |

| 2021  | 2022  | - | - | - | - | - | - | - |
| ----- | ----- | - | - | - | - | - | - | - |
| 1 213 | 1 209 | - | - | - | - | - | - | - |

#### Pyramide des âges
La population de la commune est relativement jeune.
En 2018, le taux de personnes d'un âge inférieur à 30 ans s'élève à 33,4 %, soit en dessous de la moyenne départementale (39,5 %). À l'inverse, le taux de personnes d'âge supérieur à 60 ans est de 26,2 % la même année, alors qu'il est de 22,5 % au niveau départemental.
En 2018, la commune comptait 585 hommes pour 633 femmes, soit un taux de 51,97 % de femmes, légèrement supérieur au taux départemental (51,77 %).
Les pyramides des âges de la commune et du département s'établissent comme suit.
| Hommes | Classe d’âge | Femmes |
| ------ | ------------ | ------ |
| 1,4    | 90 ou +      | 4,0    |
| 7,2    | 75-89 ans    | 12,2   |
| 13,5   | 60-74 ans    | 13,8   |
| 21,4   | 45-59 ans    | 19,2   |
| 21,1   | 30-44 ans    | 19,2   |
| 15,4   | 15-29 ans    | 13,5   |
| 19,9   | 0-14 ans     | 18,1   |

| Hommes | Classe d’âge | Femmes |
| ------ | ------------ | ------ |
| 0,5    | 90 ou +      | 1,4    |
| 5,3    | 75-89 ans    | 8,1    |
| 14,8   | 60-74 ans    | 16,2   |
| 19,1   | 45-59 ans    | 18,4   |
| 19,5   | 30-44 ans    | 18,7   |
| 20,7   | 15-29 ans    | 19,1   |
| 20,2   | 0-14 ans     | 18     |

### Vie associative
Festirolls - Club cyclotouriste avec section randonneurs
- Star Club 
- Moto Club
- Société de Chasse
- Country Dance Connexion
- Les Passionnés des jeux d'adresses
- Société Colombophile Beauvois-Fontaine-Carnières
- Groupement des Travailleurs Retraités
- Comité d'Expansion
- Amicale Laïque
- Harmonie Mutualiste Beauvois-Fontaine
- Gymanstique Volontaire Féminine
- Section UNC.AFN
- Le Clocher[Quoi ?]
Le contrat enfant-jeunesse comprenant l'accueil péri-scolaire et l'accueil de loisirs s'est étoffé, en 2010, par l'ouverture d'un Lalp pour adolescents de 11 à 17 ans.

### Sport
Football : le village comporte un club de foot qui actuellement évolue en Ligue District du Nord-Pas-de-Calais, Star C Fontaine-au-Pire dans sa pelouse du Stade Fernand Basquin.

## Culture locale et patrimoine

### Lieux et monuments

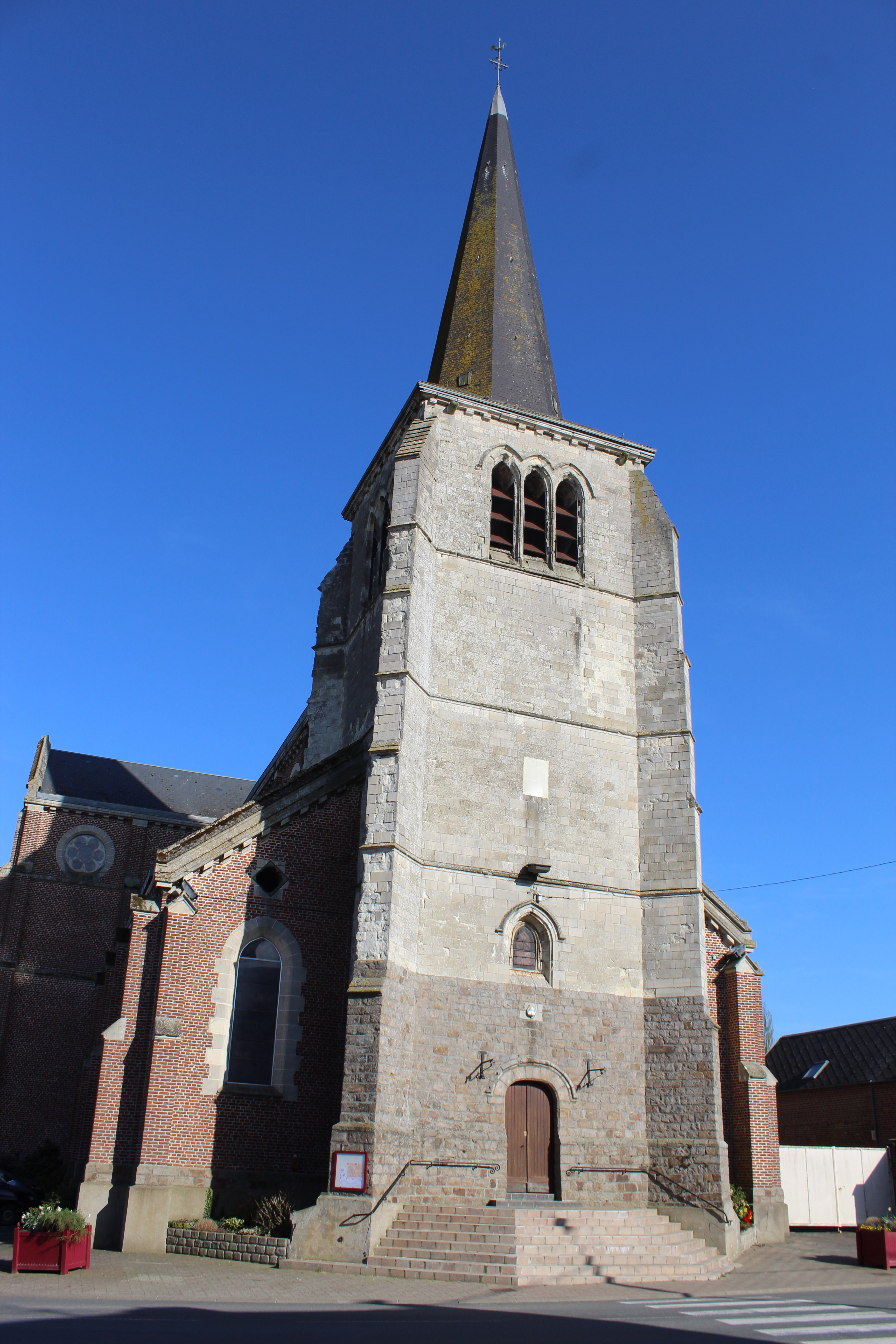
L'église

### Héraldique
|  | Les armes de Fontaine-au-Pire se blasonnent ainsi :" D'azur à une étoile d'or, accompagnée en chef d'un lambel du même." |

## Pour approfondir